# Camberwell (Victoria)
Pour les articles homonymes, voir Camberwell.
Camberwell est un quartier de la banlieue de Melbourne au Victoria, situé à 9 km à l'est du centre de Melbourne et peuplé de 19 637 habitants. Il est le centre administratif de la Ville de Boroondara.

## Sources
- (en) Cet article est partiellement ou en totalité issu de l’article de Wikipédia en anglais intitulé « Camberwell, Victoria » (voir la liste des auteurs).